# Delatyn (stacja kolejowa)
Delatyn (ukr. Делятин, ros. Делятин) – węzłowa stacja kolejowa w miejscowości Delatyn, w rejonie nadwórniańskim, w obwodzie iwanofrankiwskim, na Ukrainie.
Budynek stacyjny zbudowany w stylu polskim. Przed II wojną światową uważany za jeden z najpiękniejszych budynków tego typu w Polsce. Szczególną uwagę zwracała wówczas poczekalnia III klasy urządzona w stylu huculskim.

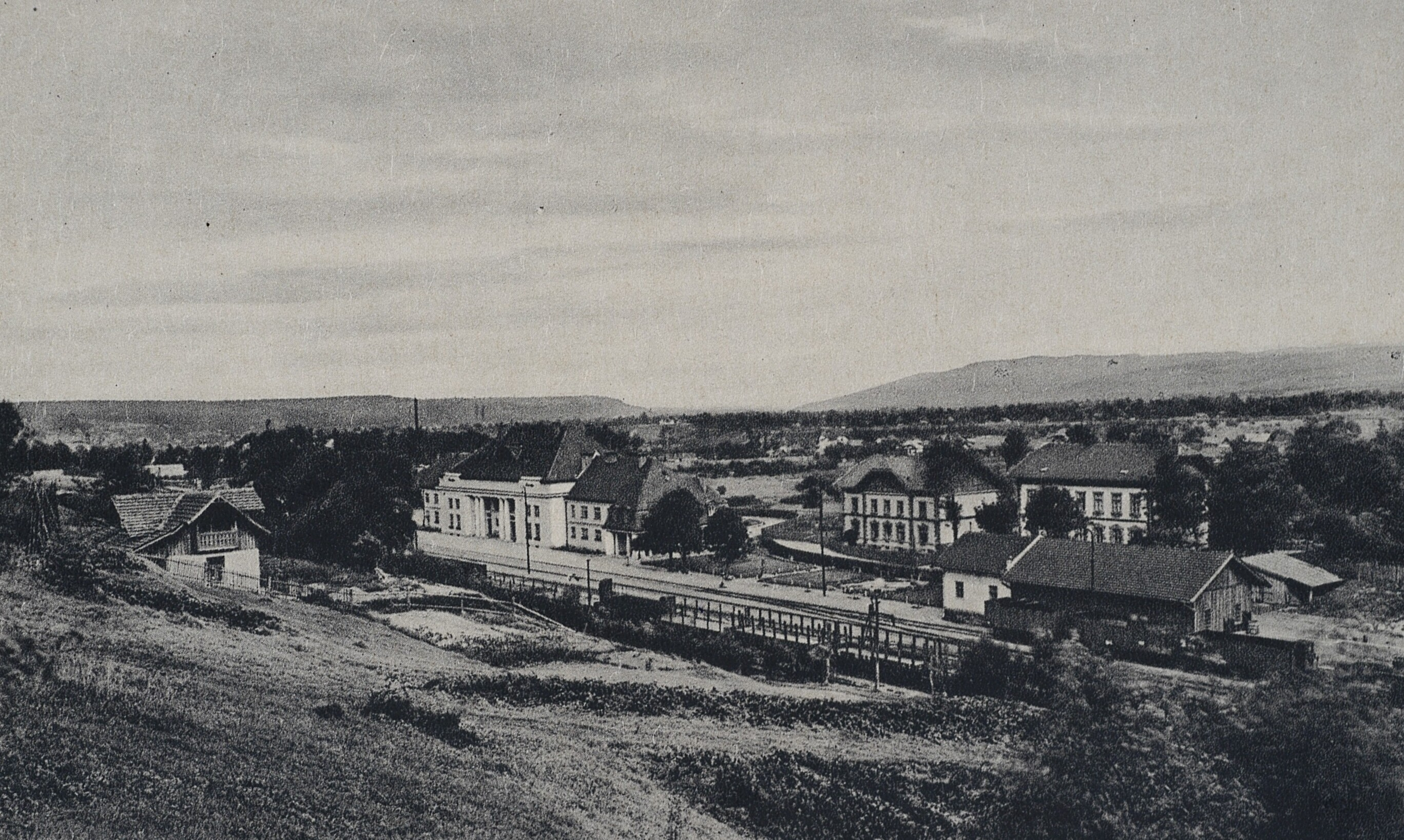
Widok dworca około 1930